# Астрохимия
Астрохимия (молекулярная астрофизика) — раздел науки на стыке астрофизики и химии, изучающий химические реакции между атомами, молекулами и зернами пыли в межзвездной среде, включая фазы образования звезд и планет, а также взаимодействие атомов и молекул с космическим излучением.
Атомная и молекулярная астрофизика — изучает спектры атомов и молекул соответственно, что играет ключевую роль в определении химического состава. Часто рассматривается как синоним астрохимии, поскольку обе науки имеют фактически одинаковый предмет исследований. Однако с достаточной степенью точности это отличие можно определить следующим образом:
- Атомная и молекулярная астрофизика занимается идентификацией атомов и молекул как физических объектов.
- Астрохимия изучает химические и физико-химические процессы.

В то же время взаимодействие вещества с космическим излучением является общим предметом изучения этих двух наук.
Радиоастрономы показали, что темные межзвездные облака содержат многие сложные молекулы (метанол, окись углерода, формальдегид, этанол, синильную кислоту, муравьиную кислоту и др.). Молекулярная радиоастрономия позволила идентифицировать все эти молекулы по их вращательным спектрам в микроволновой области.